# Emilianów (Józefów)
Emilianów – dawniej samodzielna miejscowość, obecnie niestandaryzowana część miasta Józefów, w województwie mazowieckim, w powiecie otwockim.
Leży w zachodniej części miasta, w widłach ulic Szerokiej i Wawerskiej. Dominuje tu zabudowa willowa, jednorodzinna. Na zachód od historycznego Emilianowa, przy ulicy Juliana Ejsmonda powstało skupisko luksusowych domów o nazwie Emilianów Leśny.

## Historia
Do 1924 wieś letniskowa w gminie Zagóźdź w powiecie warszawskim w woj. warszawskim. W 1921 roku Emilianów liczył 76 stałych mieszkańców. 1 stycznia 1925 włączony do nowo utworzonej gminy Letnisko Falenica w tymże powiecie. 20 października 1933 utworzono gromadę Józefów w granicach gminy Letnisko Falenica, składającą się z letnisk Emilianów, Józefów i Jarosław.
Podczas II wojny światowej gmina Falenica znalazła się w Generalnym Gubernatorstwie, w dystrykcie warszawskim. W 1943 gromada Józefów (z Emilianowem) w gminie Falenica liczyła 631 mieszkańców.
15 maja 1951, w związku ze zniesieniem gminy Falenica Letnisko (i włączeniem jej większej części do Warszawy), gromada Józefów (z Emilianowem) weszła w skład gminy Józefów. 1 lipca 1952, w związku z likwidacją powiatu warszawskiego, gminę Józefów (z Emilianowem) przeniesiono do nowo utworzonego powiatu miejsko-uzdrowiskowego Otwock, gdzie została przekształcona w jedną z jego ośmiu jednostek składowych – dzielnicę Józefów. Dzielnica Józefów przetrwała do końca 1957 roku, czyli do chwili zniesienia powiatu miejsko-uzdrowiskowego Otwock i przekształcenia go w powiat otwocki. 1 stycznia 1958 dzielnicy Józefów nadano status osiedla, przez co Emilianów stał się integralną częścią Józefowa, a w związku z nadaniem Józefowowi praw miejskich 18 lipca 1962 – częścią miasta.